# Spondylus fauroti
Spondylus fauroti is een tweekleppigensoort uit de familie van de Spondylidae. De wetenschappelijke naam van de soort is voor het eerst geldig gepubliceerd in 1888 door Jousseaume.